# 聯上海棠
聯上海棠，為台灣臺南市的一棟摩天大樓，位於國平重劃區，整體結構呈現品字形。地面29樓，地下5樓，總高度108公尺，預計2021年完工後，將成為臺南市第五高的住宅高樓，現為臺南市第八高樓。
22°59′00.59″N 120°10′13.74″E / 22.9834972°N 120.1704833°E

## 外部連結
1. ↑  . estate.ltn.com.tw.   [2019-03-26]. （原始内容存档于2019-03-26）.
2. ↑  99府都建使字第00243號